# Schronisko PTTK „Szwajcarka”
Schronisko PTTK „Szwajcarka” – górskie schronisko turystyczne Polskiego Towarzystwa Turystyczno-Krajoznawczego położone w Sudetach Zachodnich, w Górach Sokolich (Rudawy Janowickie), w woj. dolnośląskim.
Schronisko położone jest na wysokości 520 m n.p.m., na południowo-wschodnim stoku Krzyżnej Góry (654 m n.p.m.), na terenie Rudawskiego Parku Krajobrazowego. Mieści się w drewnianym zabytkowym budynku w stylu tyrolskim, wybudowanym w 1823, więc jest najstarszym budynkiem użytkowanym jako schronisko turystyczne w Polsce. Położone jest przy węźle pięciu szlaków turystycznych.

## Historia schroniska
Początek historii schroniska sięga 1823. Wtedy to właściciel zamku w niedalekich Karpnikach, Wilhelm von Hohenzollern (1783-1851), brat króla Prus, Fryderyka Wilhelma III, wydał polecenie zbudowania na Krzyżnej Górze domku myśliwskiego na wzór budynku z Wyżyny Berneńskiej w Szwajcarii. Na parterze znajdowały się pomieszczenia leśniczego, a na piętrze urządzony był gabinet księcia (sala z ogromnym kominkiem zachowała się w schronisku do dziś). W niedługim czasie obiekt stał się miejscem bardzo popularnym. W kilka lat po wybudowaniu domku, na parterze urządzono gospodę. 
Ów ...piękny dom szwajcarski na wzgórzu (...) wspomniała Rozalia Saulsonowa w wydanej w 1850 r. książeczce pt. „Warmbrunn i okolice jego w 38 obrazach zebranych w 12 wycieczkach przez Pielgrzymkę w Sudetach”, uznawanej za pierwszy polski przewodnik po Karkonoszach. Znamienne są krytyczne słowa, jakie zanotowała pod adresem ówczesnego urządzenia i wyposażenia obiektu: ...pomimo prostoty powierzchownej i urządzenia wewnętrznego, mimo ławek dokoła ścian, stołów i stołków wiejskiej roboty; sprzętów gospodarczych, narzędzi rolniczych, kredensu zdobnego dzbanuszkami, garnuszkami i na płask ustawionymi kolorowymi talerzami itp. – tchnie on udawaniem. Zbytek i zabawka tynkowana ubóstwem (...).
Funkcję schroniska "Szwajcarka" (Schweizerei) zaczęła pełnić dopiero w okresie międzywojennym. Po II wojnie światowej budynek był niezagospodarowany i niszczał. W 1950 obiekt przejęło Polskie Towarzystwo Turystyczno-Krajoznawcze i uruchomiło w nim schronisko turystyczne, a pierwszym jego gospodarzem był Tadeusz Steć.

## Piesze szlaki turystyczne
- Szlak Zamków Piastowskich  na odcinku: Bobrów - Husyckie Skały - Schronisko PTTK „Szwajcarka” - Przełęcz Karpnicka - Zamek Bolczów - Janowice Wielkie
- Karpniki - Schronisko PTTK „Szwajcarka”
- Schronisko PTTK „Szwajcarka” - Sokolik
- Schronisko PTTK „Szwajcarka” - Krzyżna Góra